# Задатак (филм)
Задатак је југословенски филм из 1985. године по сценарију и у режији Саше Војковића. Премијерно је приказан 2. децембра 1985. године.

## Улоге
| Глумац        | Улога  |
| ------------- | ------ |
| Божидар Алић  | Карло  |
| Соња Савић    | Марија |
| Стево Крњајић |        |
| Зденко Јелчић |        |